# Marynarka Wojenna Związku Socjalistycznych Republik Radzieckich

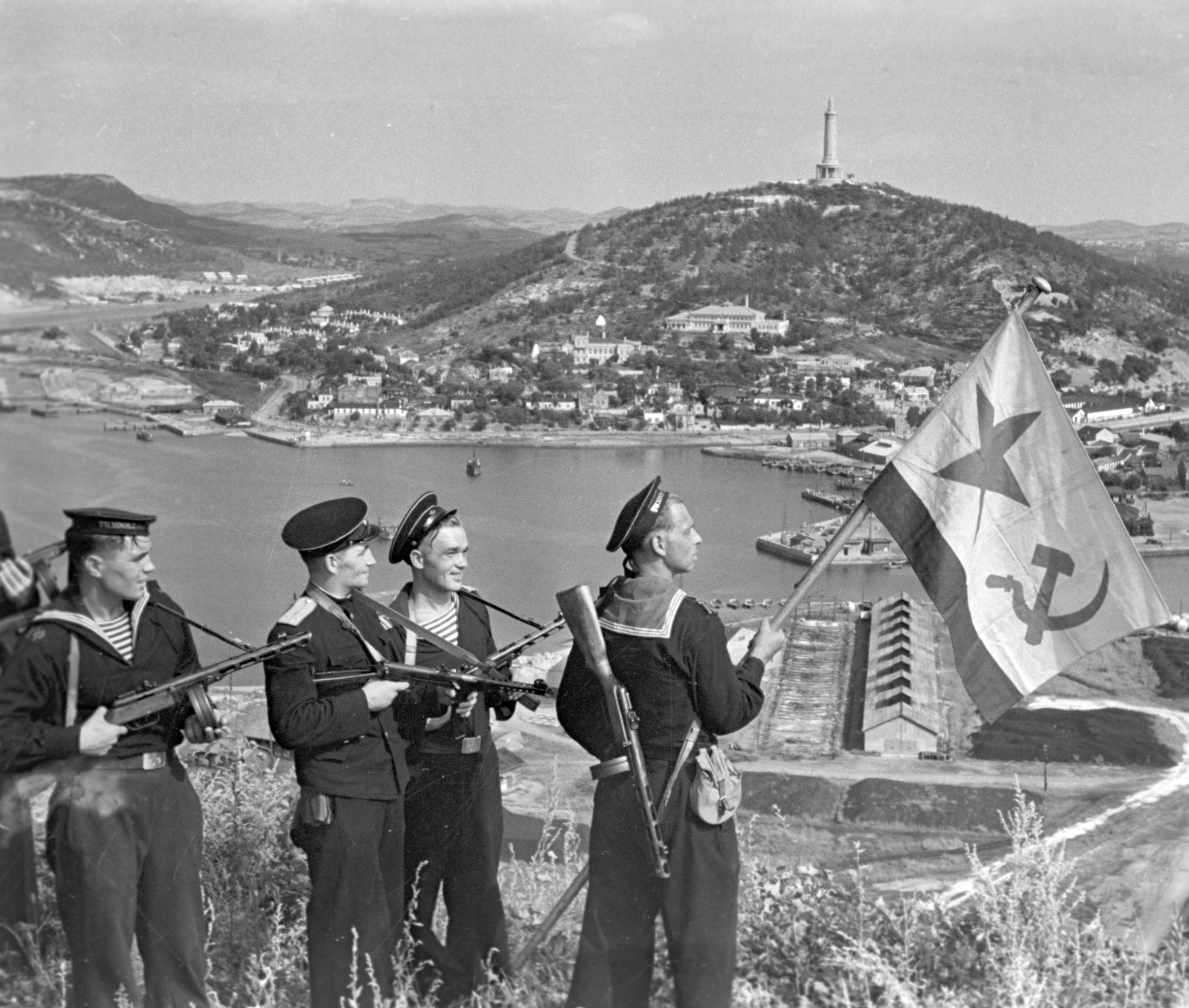
Żołnierze piechoty morskiej ZSRR z banderą wojenną w Port Arthur

Marynarka Wojenna Związku Socjalistycznych Republik Radzieckich (ros. Военно-морской флот СССР) do 1937 roku Siły Morskie Robotniczo-Chłopskiej Armii Czerwonej ZSRR (ros. Морские силы Рабоче-Крестьянской Красной Армии СССР) lub Marynarka Wojenna Sił RKKA ZSRR (ros. Военно-Морские Силы РККА СССР) – jeden z rodzajów Sił Zbrojnych Związku Socjalistycznych Republik Radzieckich.

## Historia

### Flota Czerwona
Poprzednikiem Marynarki Wojennej ZSRR była Flota Czerwona, powstała po rewolucji październikowej na skutek przejęcia większości okrętów Marynarki Wojennej Rosji przez nowe władze bolszewickie, które w toku wojny domowej objęły ostatecznie władzę w Rosji. Marynarze, zwłaszcza Floty Bałtyckiej, aktywnie wspierali dojście bolszewików do władzy, czego symbolicznym wyrazem stał się udział krążownika „Aurora” w wybuchu rewolucji w Piotrogrodzie. Utworzona została następnie Robotniczo-Chłopska Flota Czerwona (Rabocze-kriestjanskj Krasnyj Fłot, RKKF), podlegająca bezpośrednio Ludowemu Komisarzowi ds. wojskowych i morskich, obok Armii Czerwonej (RKKA).  W marcu 1924 roku marynarka wojenna została podporządkowana Armii Czerwonej (RKKA), jako Siły Morskie Robotniczo-Chłopskiej Armii Czerwonej (Wojenno-morskije siły RKKA). Od lipca 1926 roku funkcje dowództwa marynarki pełnił II (morski) oddział sztabu RKKA.

### Marynarka Wojenna ZSRR
Powstała na mocy Postanowienia Centralnego Komitetu Wykonawczego i Rady Komisarzy Ludowych z 30 grudnia 1937, powołującego ogólnozwiązkowy Ludowy Komisariat Marynarki Wojennej ZSRR. Przekazano mu wojskowe siły morskie Armii Czerwonej, dotychczas pozostające w podporządkowaniu Ludowemu Komisariatowi Obrony. Początkowo stosowano wobec niej zamiennie nazwę Robotniczo-Chłopska Marynarka Wojenna.
Istniała do rozpadu ZSRR w grudniu 1991. Jej struktury zostały w dużym stopniu przejęte przez siły zbrojne państw – byłych republik radzieckich, tworząc m.in. Marynarkę Wojenną Federacji Rosyjskiej i Marynarkę Wojenną Ukrainy.

## Insygnia

### Proporce

Proporzec i flaga fortyfikacji obrony wybrzeża (1924–1932)
Proporzec i flaga fortyfikacji obrony wybrzeża (1932-1950)
Proporzec i flaga fortyfikacji marynarki wojennej (1950-1992)

### Bandery wojenne

Bandera wojenna w latach 1924-1935
Bandera wojenna w latach 1935-1950
Bandera wojenna w latach 1950-1991
Honorowa bandera z czerwonym sztandarem (1926-1935)
Honorowa bandera z czerwonym sztandarem (1935-1950)
Bandera z czerwonym sztandarem (1950-1992)
Bandera jednostek gwardii (1942-1950)
Bandera jednostek gwardii (1950-1992)
Bandera jednostek gwardii z czerwonym sztandarem (1942-1950)
Bandera jednostek gwardii z czerwonym sztandarem (1950-1992)

### Banderyjednostek pomocniczych

Bandera jednostek pomocniczych, jeśli dowódca był oficerem marynarki wojennej (1924-1935)
Bandera jednostek pomocniczych, jeśli dowódca nie był oficerem marynarki (1924-1935)
Bandera jednostek szkolnych (1925-1940)
Bandera jednostek pomocniczych (1935-1950)
Bandera jednostek pomoczniczych (1950-1992)
Bandera jednostek nawodnych należących do fortów morskich, jeśli dowodził nimi oficer marynarki wojennej (1924-1935)
Bandera jednostek nawodnych należących do fortów morskich, jeśli nie dowodził nimi oficer marynarki wojennej (1924-1935)
Bandera jednostek hydrograficznych i latarniowców dowodzonych przez oficerów marynarki wojennej (1924-1935)
Bandera jednostek hydrograficznych i latarniowców, jeśli nie dowodził nimi oficer marynarki wojennej (1924-1935)
Bandera jednostek używanych do prac podwodnych
Bandera jednostek ratowniczych (1943-1950)
Bandera jednostek ratowniczych (1950-1992)
Bandera okrętów hydrograficznych i latarniowców (1935-1950)
Bandera okrętów hydrograficznych i latarniowców (1950-1992)

### Bandery jednostek straży granicznej i ministerstwa spraw wewnętrznych

Bandera jednostek OGPU
Bandera jednostek straży granicznej NKWD
Bandera jednostek straży granicznej MGB
Bandera jednostek straży granicznej gwardii
Bandera jednostek MWD

## Dowództwo

### Marynarką Wojenną ZSRR dowodził minister Marynarki Wojennej (ludowy komisarz), następnie naczelny dowódca (głównodowodzący), będący zastępcą ministra obrony ZSRR
- Piotr Smirnow – 1938 (ludowy komisarz Marynarki Wojennej ZSRR);
- Piotr Smirnow-Swietłowski – 1938 (p.o. ludowego komisarza Marynarki Wojennej ZSRR);
- komandarm 1 rangi Michaił Frinowski – 8 września 1938 – 6 kwietnia 1939 (ludowy komisarz Marynarki Wojennej ZSRR)[5];
- admirał floty Nikołaj Kuzniecow (admirał) – 1939 – 1947 (ludowy komisarz Marynarki Wojennej ZSRR)[6];
- admirał Iwan Jumaszew – 1947 – 1951;
- wiceadmirał Nikołaj Kuzniecow – 1951 – 1956[6];
- admirał/admirał floty/admirał floty Związku Radzieckiego Siergiej Gorszkow – 1956 – 1985;
- admirał floty Władimir Czernawin – 1985–1991.

Siedziba dowódcy Marynarki Wojennej mieściła się w Moskwie.

### Podporządkowany mu był Główny Sztab Marynarki Wojennej i Zarządy Marynarki Wojennej.
I zastępca dowódcy Marynarki Wojennej ds. ogólnych:
- admirał Siergiej Gorszkow – do 1956;
- admirał Arsienij Gołowko – 1956-1962;
- admirał Witalij Fokin – 1962–1964;
- admirał/admirał floty Władimir Kasatonow – 1964-1974;
- admirał/admirał floty Nikołaj Smirnow – 1974-1988;
- admirał/admirał floty Iwan Kapitaniec – 1988–1991.

### Szef Sztabu Głównego Marynarki Wojennej – I zastępca dowódcy Marynarki Wojennej
- admirał Witalij Fokin – 1953-1958;
- admirał Fiodor Zozulia – 1958–1964;
- admirał/admirał floty Nikołaj Siergiejew – 1964-1977;
- admirał floty Gieorgij Jegorow – 1977–1981;
- admirał/admirał floty Władimir Czernawin – 1981–1985;
- admirał/admirał floty Konstantin Makarow – 1985–1991.

### Szef Zarządu Wyszkolenia Bojowego – zastępca dowódcy Marynarki Wojennej
- admirał Lew Władimirski – 1952-1955;
- admirał Wasilij Płatonow – 1955–1956;
- admirał Gordiej Lewczenko – 1956-1958;
- wiceadmirał Władimir Iwanow – 1958-1966;
- wiceadmirał/admirał Gieorgij Jegorow – 1966-1972;
- admirał Grigorij Bondarienko – 1973-1988;
- wiceadmirał Władimir Kuźmin – 1988–1991.

### Dowódca Lotnictwa Marynarki Wojennej
- generał porucznik/pułkownik lotnictwa Jewgienij Prieobrażeński – 1950-1962;
- generał porucznik/pułkownik/marszałek lotnictwa Iwan Borzow – 1962-1974;
- generał porucznik/pułkownik lotnictwa Aleksandr Mironienko – 1974–1982;
- generał pułkownik lotnictwa Gieorgij Kuzniecow – 1982–1988;
- generał pułkownik lotnictwa Władimir Potapow – 1988–1991.